# تشارلز وارن ستودارد
تشارلز وارن ستودارد (بالإنجليزية: Charles Warren Stoddard)‏ (7 أغسطس 1843، نيويورك في الولايات المتحدة - 23 أبريل 1909، مونتيري في الولايات المتحدة)؛ أستاذ جامعي، شاعر، كاتب، صحفي وروائي أمريكي.